# John Cashmore
John Cashmore (* in Birmingham) ist ein britischer Opernsänger (Bariton).

## Leben
Cashmore erhielt seine Ausbildung am Birmingham Conservatoire sowie am National Opera Studio in London bei Tito Gobbi. Seinen erfolgreichen Weg als Opern-, Operetten-, Oratorien- und Musicalsänger belegen zahlreiche Auftritte an bedeutenden Häusern, wie z. B. der English National Opera, der Scottish National Opera, der Royal Albert Hall, der Musica Nel Chiostro Batignano, der Berliner Philharmonie und der Kölner Philharmonie.
Nach einer Zusammenarbeit mit Leonard Bernstein während der britischen Premiere von A Quiet Place, empfahl ihn dieser für die Darstellung Bernsteins eigener Werke wie Mass und West Side Story. Im Anschluss an seine Darstellung des Tony in West Side Story im Stadttheater Aachen, wurde ihm für die Uraufführung von Eric Woolfsons Musical Gaudí die Hauptrolle des Don Parker übertragen, die er bis heute über 800 Mal gesungen hat.
Als „Celebrant“ in Bernsteins Werk Mass war er in folgenden Produktionen zu sehen:
- WDR-Rundfunk-Orchester unter der Leitung von Helmut Froschauer (Kölner Philharmonie). Die Vorstellung wurde aufgezeichnet und im WDR 3 und WDR 4 ausgestrahlt.
- Philharmonisches Orchester der Staatsoper Hamburg, Philharmonisches Orchester Bremen, Deutsches Symphonie Orchester unter der Leitung von Kent Nagano (Berliner Philharmonie), ausgestrahlt beim Deutschlandfunk, Rumänisches Radio Orchester, Basel Simphionetta, außerdem in Basel, Freiburg, am Theater Lüneburg und an der Jungen Philharmonie Salzburg.

2005 produzierte John Cashmore gemeinsam mit seiner Frau Kaybee Cashmore das Musical Gaudí und spielte erneut die Hauptrolle in dieser Neuinszenierung. Das Stück wurde bis 2008 in Alsdorf, Düren, Niedernhausen und Köln gespielt. Parallel dazu spielte er im Musical Licence 4 Two die Hauptrolle des Agenten Blond in Köln und stand in der WDR-Produktion Hey Mr. Crosby in der Titelrolle des Bing Crosby in der Kölner Philharmonie auf der Bühne. Es folgten weitere Opernengagements wie z. B. beim Liebestrank oder Così fan tutte.
2011 gründete er mit seiner Ehefrau Kaybee Cashmore, ebenfalls Sängerin, Moderatorin und Schauspielerin, die Firma Stagevisions, mit der die beiden Künstler neue Shows und Konzerte konzipieren, auf die Bühne bringen, sowie als Event- und Künstleragentur tätig sind. Daneben haben sie ein Tonstudio und ein eigenes Plattenlabel (Stagevisions Underground Records). Insgesamt wurden bereits über 20 Konzepte umgesetzt und derzeit ist John Cashmore mit 9 verschiedenen Produktionen auf Tournee.
Von 2011 und 2012 war John Cashmore mit seinem Programm „Spirit of Scotland“ auf Deutschlandtournee, dann folgte eine Tournee mit dem Programm „Klassik Meets Rock“ und 2014 und 2015 die Tournee mit „Gaudí Meets Gambler“. Seit 2016 ist er mit dem Programm „Celtic Spirit“ auf Tour.
2016 war John Cashmore in der ZDF Sendung „Hallo Herr Steinmeier“ zum Thema Brexit zu Gast. Ebenfalls strahlte der SWR eine Reportage zum Leben von John Cashmore aus.
2016 übernahm die britische Firma Cre8ive Lounge Limited die Marke Stagevisions inkl. Stagevisions Underground Records und vertritt John Cashmore international.